# پرمه
پارمد یا فارمد روستایی در دهستان تبادکان بخش مرکزی شهرستان مشهد استان خراسان رضوی ایران است.
زادگاه بزرگانی همچون بوعلی فارمدی و شیخ عباسعلی سبزی خراسانی که آرامگاه این بزرگان در این روستا واقع است.

## جمعیت
بر پایه سرشماری عمومی نفوس و مسکن در سال ۱۳۹۵ جمعیت این روستا ۲٬۸۰۹ نفر (۸۵۶خانوار) بوده‌است.